# Padroni di niente
Padroni di niente è il diciannovesimo album in studio della cantante italiana Fiorella Mannoia, pubblicato il 6 novembre 2020.

## Descrizione
L'album contiene 8 tracce, scritte da diversi autori tra cui Amara, Ultimo, Simone Cristicchi, Bungaro e Olivia xx. La copertina dell’album è ispirata al quadro Viandante sul mare di nebbia di Caspar David Friedrich.

## Tracce
1. Padroni di niente – 3:56 (Amara)
2. Chissà da dove arriva una canzone – 3:31 (Ultimo)
3. Si è rotto – 3:14 (testo: Fabio Capezzone – musica: Enrico Lotterini)
4. La gente parla – 3:21 (testo: Simone Cristicchi, Amara – musica: Amara)
5. Sogna – 3:25 (Edoardo Galletti)
6. Olà – 3:00 (Bungaro, Cesare Chiodo)
7. Eccomi qui – 3:27 (Bungaro, Cesare Chiodo)
8. Solo una figlia (con Olivia xx) – 3:53 (testo: Arianna Silveri – musica: Vittorio Giannelli, Arianna Silveri)

## Formazione
- Fiorella Mannoia – voce
- Olivia xx – voce aggiuntiva (traccia 8)
- Carlo Di Francesco – produzione (tracce 1-8), missaggio (tracce 2 e 4-8)
- Renato Cantele – missaggio (tracce 1 e 3)
- Pietro Caramelli – mastering

## Classifiche
| Classifica (2020) | Posizione massima |
| ----------------- | ----------------- |
| Italia            | 4                 |